# Bahar Çağlar
Bahar Çağlar (Smirne, 28 settembre 1988) è una cestista turca.
Alta 188 cm, gioca come ala.

## Carriera
Con la Turchia ha disputato due edizioni dei Giochi olimpici (Londra 2012, Rio de Janeiro 2016), due dei Campionati mondiali (2014, 2018) e otto dei Campionati europei (2007, 2009, 2011, 2013, 2015, 2017, 2019, 2021).